# Günther Hoff
Günther Hoff (* 12. Mai 1928 in Gernrode; † 26. November 2020 in Magdeburg) war ein deutscher Kirchenmusikdirektor und Chorleiter.

## Leben
Hoff studierte Kirchenmusik in Halle (Saale) und war ab 1951 als Kantor in Gernrode tätig. Er machte die dortige Stiftskirche St. Cyriakus zu einem bekannten Zentrum der Kirchenmusik. Er absolvierte einen Meisterkurs im Dirigieren bei Herbert von Karajan und erhielt vom Kreuzkantor Rudolf Mauersberger wichtige Impulse für seine Arbeit. Es schloss sich von 1969 bis 1993 eine Tätigkeit als Organist am Magdeburger Dom an. Zugleich war er auch Leiter des dortigen Domchores, den er zu einem überregionalen Ruf führte. Mehrfach führte er Bach-Tage durch. Hoff war Mitglied der CDU in der DDR.
Im Jahr 1993 übernahm er die Leitung des neugegründeten Chors der Universität Magdeburg, mit dem er in mehreren deutschen Städten und Israel auftrat. Nach der Wiedereröffnung der Magdeburger Johanniskirche wurden die Reihe der Universitätskonzerte begründet, die Hoff mit dem Chor belebte. Außerdem leitete er das akademische Orchester der Universität und den Magdeburger Bläserchor. Hoff hatte einen Lehrauftrag für Dirigieren am Institut für Musik der Universität. Mit unterschiedlichen Kammermusikensembles gab er darüber hinaus Konzerte.

## Auszeichnung
Er wurde 1999 von Bundespräsident Roman Herzog mit der Verdienstmedaille des Verdienstordens der Bundesrepublik Deutschland und 2001 von der Otto-von-Guericke-Universität Magdeburg mit der Otto-von-Guericke-Medaille ausgezeichnet. 1993 und 2017 durfte er sich in das Goldene Buch der Stadt Magdeburg eintragen.